# Rémi Bourdin
Rémi Bourdin (Pontarlier, 2 ottobre 2001) è un fondista francese.

## Biografia
Originario di La Rivière-Drugeon e attivo dal dicembre del 2017, Rémi Bourdin ha esordito in Coppa del Mondo il 30 dicembre 2023 a Dobbiaco in una sprint (19º) e ai Campionati mondiali a Trondheim 2025, dove si è classificato 14º nella 10 km, 13º nella sprint e 4º nella staffetta; non ha preso parte a rassegne olimpiche.

## Palmarès

### Coppa del Mondo
- Miglior piazzamento in classifica generale: 31º nel 2025